# الاطلال

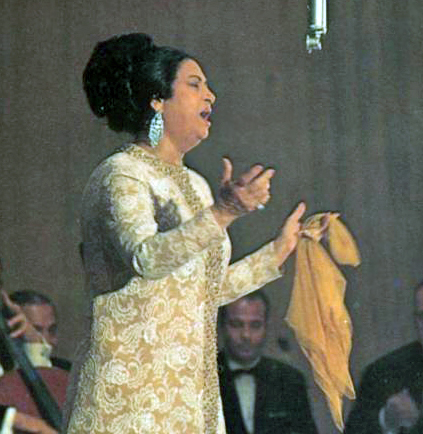
ام کلثوم

الاطلال (انگلیسی: Al-Atlal) قصیده‌ای از پزشک و شاعر نامدار مصری، ابراهیم ناجی است که ام کلثوم بعضی از بیت‌هایش را علاوه بر بیت‌هایی از شعر خداحافظی ابراهیم ناجی انتخاب کرد و آن را سرود. این آهنگ نام «ویرانه‌ها» را بر خود گرفت و توسط موسیقی‌دان ریاض سنباطی آهنگسازی شد. این آهنگ در سال ۱۹۶۵، سیزده سال پس از مرگ شاعر، خوانده شد. بسیاری این ترانه را زیباترینِ ترانه‌های ام کلثوم می‌دانند.